# Epistreptus heterothyreus
Epistreptus heterothyreus är en mångfotingart som först beskrevs av Karsch 1881.  Epistreptus heterothyreus ingår i släktet Epistreptus och familjen Spirostreptidae. Inga underarter finns listade i Catalogue of Life.